# العلاقات الفلبينية الجامايكية
العلاقات الفلبينية الجامايكية هي العلاقات الثنائية التي تجمع بين الفلبين وجامايكا.

## مقارنة بين البلدين
هذه مقارنة عامة ومرجعية للدولتين:
| وجه المقارنة                                              | الفلبين                       | جامايكا       |
| --------------------------------------------------------- | ----------------------------- | ------------- |
| المساحة (كم2)                                             | 343.45 ألف                    | 10.99 ألف     |
| عدد السكان (نسمة)                                         | 104.92 مليون                  | 2.95 مليون    |
| الكثافة السكانية (ن./كم²)                                 | 305.49                        | 268.43        |
| العاصمة                                                   | مانيلا                        | كينغستون      |
| اللغة الرسمية                                             | اللغة الفلبينية، لغة إنجليزية | لغة إنجليزية  |
| العملة                                                    | بيسو فلبيني                   | دولار جامايكي |
| الناتج المحلي الإجمالي (بليون دولار)                      | 313.60 مليار                  | 14.77 مليار   |
| الناتج المحلي الإجمالي (تعادل القوة الشرائية) بليون دولار | 743.90 مليار                  | 24.79 مليار   |
| الناتج المحلي الإجمالي الاسمي للفرد دولار أمريكي          | 2.90 ألف                      | 5.23 ألف      |
| الناتج المحلي الإجمالي للفرد دولار أمريكي                 | 7.39 ألف                      | 8.88 ألف      |
| مؤشر التنمية البشرية                                      | 0.668                         | 0.719         |
| رمز المكالمات الدولي                                      | +63                           | +1876         |
| رمز الإنترنت                                              | .ph                           | .jm           |
| المنطقة الزمنية                                           | توقيت الفلبين                 | 00            |

## منظمات دولية مشتركة
يشترك البلدان في عضوية مجموعة من المنظمات الدولية، منها:
| علم المنظمة | اسم المنظمة                               | تاريخ انضمام الفلبين | تاريخ انضمام جامايكا |
| ----------- | ----------------------------------------- | -------------------- | -------------------- |
|             | يونسكو                                    | 21 نوفمبر 1946       | 7 نوفمبر 1962        |
|             | وكالة ضمان الاستثمار متعدد الأطراف        | 8 فبراير 1994        | 12 أبريل 1988        |
|             | الأمم المتحدة                             | 24 أكتوبر 1945       | 18 سبتمبر 1962       |
|             | الاتحاد البريدي العالمي                   | ?                    | ?                    |
|             | البنك الدولي للإنشاء والتعمير             | 27 ديسمبر 1945       | 21 فبراير 1963       |
|             | المنظمة الهيدروغرافية الدولية             | ?                    | ?                    |
|             | الاتحاد الدولي للاتصالات                  | 25 مايو 1912         | 18 فبراير 1963       |
|             | منظمة حظر الأسلحة الكيميائية              | ?                    | ?                    |
|             | مؤسسة التمويل الدولية                     | 12 أغسطس 1957        | 31 مارس 1964         |
|             | المركز الدولي لتسوية المنازعات الاستشارية | 17 ديسمبر 1978       | 14 أكتوبر 1966       |
|             | منظمة التجارة العالمية                    | 1995                 | ?                    |
|             | منظمة الشرطة الجنائية الدولية             | ?                    | ?                    |

## أعلام
هذه قائمة لبعض الشخصيات التي تربطها علاقات بالبلدين:
- جايا (مغنية فلبينية، 21 مارس 1969 – )

## وصلات خارجية
- موقع وزارة الخارجية الفلبينية
- موقع وزارة الخارجية الجامايكية